# Ibotyporanga diroa
Ibotyporanga diroa is een spinnensoort uit de familie trilspinnen (Pholcidae). De soort komt voor in Brazilië. 